# NuScale Power Corporation
NuScale Power Corporation je veřejně obchodovaná americká společnost, která navrhuje a prodává malé modulární reaktory (SMR). Své sídlo má v Portlandu v Oregonu. Reaktor o výkonu 50 MWe byla certifikován americkou Nuclear Regulatory Commission (NRC) v lednu 2023, jedná se tak o jeden z prvních SMR s úspěšně dokončenou certifikací. NuScale měla dohodu o výstavbě reaktorů ve státě Idaho mezi lety 2029 a 2030, projekt však byl ukončen v listopadu 2023 z důvodu nárůstu nákladů.
SMR společnosti NuScale využívají reaktorovou nádobu o průměru 2.7 metrů a výšce 20 metrů, která používá standardizované palivové soubory s nízkoobohaceným uranem a ke svému chlazení využívá přirozenou konvekci. Elektrárna by se měla skládat z několika modulů uložených v chladicím bazénu. Výkon jednotlivých modulů má být 77 MWe. Jejich chladicí smyčka využívá přirozenou konvekci, napájenou z velké vodní nádrže, která může fungovat bez poháněných čerpadel.

## Historie společnosti
Společnost NuScale byla založena na základě výzkumu financovaného Ministerstvem energetiky Spojených států (DOE) a vedeného Oregonskou státní univerzitou, Idaho National Laboratory a dalšími universitami počínaje rokem 2000. Jaderné oddělení státu Oregon vyvíjelo techniky pasivní cirkulace vody pro chlazení v jaderných elektrárnách. DOE se výzkumem zabývala v letech 2000 až 2003.
Skupina vědců ve státě Oregon v práci pokračovala. V roce 2007 vybudovali testovací laboratoř v měřítku jedné třetiny reálného reaktoru a zdědili související patenty od univerzity  výměnou za majetkový podíl.  V tom samém roce byla společnost NuScale založena. První kolo financování přišlo v lednu 2008. O certifikaci u NRC zažádala v únoru 2008. 
Do roku 2011 společnost NuScale získala 35 milionů dolarů a měla 100 zaměstnanců v Portlandu, Richlandu, Washingtonu, a Corvallis, Oregon.  Společnost NuScale byla první, kdo předložil plány malých modulárních reaktorů NRC  a jako první získala schválení. Návrh byl hodnocen konsorciem energetických společností s názvem Energy Northwest.

### Potíže s financováním a následné odkoupení
V lednu 2011 byl Kenwood Group, největší investor společnosti NuScale, vyšetřován komisí pro kontrolu cenných papírů Spojených států (SEC) a později se přiznal k provozování Ponziho schématu . Vyšetřování SEC se netýkalo obchodů Kenwood s NuScale, ale aktiva Kenwoodu byla zmrazena právě v době, kdy společnost NuScale očekávala dodatečné financování. Společnost začala s propouštěním většiny zaměstnanců a snižováním jejich platů, zatímco společnost hledala nové zdroje financování.
V září roku 2011 společnost NuScale získala půjčku na opětovné najmutí 60 zaměstnanců.  V říjnu získala společnost Fluor Corporation většinový podíl ve společnosti za 3,5 milionu dolarů a přislíbila téměř 30 milionů dolarů provozního kapitálu. Podle listu The Energy Daily investice společnosti Fluor zachránila NuScale, která byla „finančně opuštěna“ jejím předchozím investorem.  Dodatečná dohoda poskytla společnosti Fluor práva na výstavbu elektráren založených na technologii NuScale. 
V srpnu 2012 společnost Rolls-Royce Holdings uvedla, že podpoří úsilí společnosti NuScale o komercializaci a pomůže jí získat finanční prostředky z grantů od DOE. V prosinci 2012 vystřídal spoluzakladatele Paula G. Lorenziniho ve funkci generálního ředitele John Hopkins.  V prvním kole sice DOE nebyla NuScale financována,  ve druhém kole v prosinci 2013 však společnost NuScale vyhrála až 226 milionů dolarů ve financování „sdílených nákladů“ na sdílení nákladů na získání vládního souhlasu v rámci programu technické podpory s licencováním SMR.  V květnu 2014 následovala dohoda o financování až 217 milionů $ na pětileté období, přičemž financování od DOE by odpovídalo tomu soukromému. 

### Historie nasazení
V březnu 2012 společnost NuScale podepsala dohodu s DOE, která společnosti NuScale a dvěma dalším partnerům umožnila postavit a provozovat jadernou elektrárnu založenou na NuScale v lokalitě Savannah River v Jižní Karolíně .  Následující měsíc společnost Energy Northwest uvedla, že nemá žádné bezprostřední plány na výstavbu jaderné elektrárny, ale vyhodnotila všechny dostupné technologie SMR a označila NuScale za nejlepší dostupnou možnost.
V červenci 2013 společnost NuScale oznámila snahu předvést reaktory NuScale na západě Spojených států, nazvanou Program WIN (Western Initiative for Nuclear),  s plány postavit tam první jadernou elektrárnu do roku 2024.  V listopadu 2014 společnost NuScale oznámila zahájení stavby prvního amerického SMR v Idahu. Elektrárna měla být postavena pro UAMPS v rámci programu CFPP. Společnost předložila návrhy NRC v lednu 2017, v roce 2020 schválila DOE cenu za sdílení nákladů ve výši 1,355 miliardy dolarů.  V červenci 2021 se návrh zmenšil z 12 na 6 reaktorů a očekávaná cena vyrobené elektřiny se mírně zvýšila na 58 $/MWh (1 250 Kč/MWh).
V roce 2015 společnost začala spolupracovat s Utah Associated Municipal Power Systems (UAMPS) na projektu Carbon Free Power Project (CFPP), který zahrnuje 6 reaktorů. Při plném výkonu by elektrárna mohla podle potřeby vyrábět až 462 MWe. DOE by mohla poskytnout asi 140 milionů $ ročně po dobu 10 let, přičemž čeká na podporu Kongresu. UAMPS provozuje elektrárny ve Wyomingu, Novém Mexiku, Kalifornii a Utahu, které prodává tamějším společnostem. K roku 2021 odstoupilo od projektu CFPP 8 měst.
V lednu 2023 schválila CFPP nový rozpočet a plán financí, čímž stanovila cílovou cenu na 89 USD/MWh (1960 Kč/MWh) po započtení odhadované dotace 30 USD/MWh podle zákona o snížení inflace 2022. V lednu 2023 NRC certifikovala konstrukci NuScale 50 MWe pro použití v USA. V listopadu 2023 byl celý projekt zrušen z důvodu nárůstu nákladů.
V lednu 2018 NRC potvrdilo, že prvky pasivní bezpečnosti umožňují NuScale SMR bezpečně fungovat bez záložního napájení. V srpnu 2020 NRC vydalo závěrečnou zprávu o bezpečnostním hodnocení, která potvrzuje, že návrh splňuje všechny bezpečnostní požadavky. V listopadu 2021 společnost NuScale oznámila svůj záměr postavit s Nuclearelectrica své první reaktory v Rumunsku do roku 2028. 
V únoru 2022 NuScale a polský těžařský konglomerát KGHM oznámily kontrakt na výstavbu SMR v Polsku do roku 2029.  U elektrárny s 12 moduly o celkovém výkonu 924 MWe se sdružená cena elektřiny(LCOE) odhadovala na 64 USD/MWh (1 500 Kč/MWh). V dubnu získala jihokorejská společnost Doosan Enerbility smlouvu na zahájení výroby komponent Power Modulů. Očekává se, že Doosan Enerbility dosáhne plné výroby ve svém závodě v Changwonu v Jižní Koreji v druhé polovině roku 2023.  
V květnu 2022 společnost NuScale dokončila fúzi se speciální akviziční společností (SPAC), Spring Valley Acquisition Corp, a získala 380 milionů dolarů. 28. července 2022 NRC oznámilo, že malý modulární reaktor NuScale bude cerifikován. 28. prosince 2022 uzavřela rumunská společnost RoPower Nuclear smlouvu na Front-End Engineering a návrh. Očekává se, že elektrárna bude umístěna v obci Doicesti. RoPower je společným podnikem Nuclearelectrica a Nove Power & Gas.

## Schéma reaktoru NuScale Power Module
Reaktory NuScale jsou oproti konvenčním jaderným elektrárnám mnohem menší. Zabírají 1 % prostoru a generují 77 MWe, zhruba 8 % výkonu standardní elektrárny o výkonu 1 000 MWe. Reaktor využívá pro chlazení, moderaci a výrobu energie lehkou vodu stejně jako většina jaderných elektráren. Voda je ohřívána v aktivní zóně na dně nádoby reaktoru. Ohřátá voda poté proudí nahoru do kompenzátoru objemu a následně dolů přes parogenerátory . Při přenosu tepla se voda ochlazuje a zvyšuje se její hustota, kvůli čemuž klesá na dno tlakové nádoby reaktoru, kde je ohřívána aktivní zónou a celý cyklus se opakuje. Teplo přenesené do sekundárního okruhu přes parogenerátor zahřívá vodu na vodní páru, která roztáčí turbínu a pohání tak elektrický generátor. 
Očekává se, že tlaková nádoba reaktoru bude mít průměr 2.7 metrů a výšku 20 metrů, vážit bude 590 tun. Moduly jsou prefabrikované a díky svým malým rozměrům je lze dopravit po železnici, nákladní lodí nebo kamionem, komponenty jsou složeny na místě.   Od roku 2021 se očekává, že moduly budou mít hrubý výkon 77 MWe, což je asi 73,5 MWe čistého výkonu a jako palivo používají standardní 4,95% nízkoobohacený uran- 235 a palivo se vyměňuje každé dva roky.
NuScale nepoužívá pro hlavní cirkulaci žádná poháněná vodní čerpadla nebo oběhová zařízení. Reaktor je navržen tak, aby mohl být při většině havárií bezpečně odstaven a chlazen na dobu neurčitou. Zařízení jsou určena k instalaci do podzemního bazénu s betonovým víkem pro tlumení otřesů zemětřesení. V případě, že dojde ke ztrátě střídavého proudu pro normální chladicí systémy, voda v bazénu absorbuje teplo a začne se vařit. Bazén uchovává dostatek vody pro bezpečné chlazení aktivní zóny reaktoru po neomezenou dobu bez nutnosti jejího doplňování. Časopis New Scientist uvedl analýzu Stanfordovy univerzity, která hodnotila produkci jaderného odpadu z reaktorů SMR a dospěla k závěru, že „SMR obstály hůře v téměř všech námi zkoumaných oblastech ve srovnání se standardními komerčními reaktory“. Výsledky studie byly společností NuScale zamítnuty na základě zastaralých informací.

### Srovnání s ostatními reaktory
Očekává se, že NuScale bude prvním západním SMR uvedeným na trh, protože jeho systémy jsou podobné těm používaným v konvenčních jaderných elektrárnách. Společnost odhaduje, že elektrárna NuScale s dvanácti moduly bude stát 4 200 USD (94 000 Kč) za kilowatt instalovaného výkonu oproti dřívějšímu odhadu 5 000 USD/kW. Pro srovnání, Energy Information Administration v roce 2013 odhadovala investiční náklady pro konvenční jadernou elektrárnu na 4 700 USD za kilowatt, 4 600 USD za uhelnou elektrárnu včetně sekvestrace uhlíku a 931 USD na plynovou elektrárnu nebo více než 1 800 USD za plynovou elektrárnu se sekvestrací uhlíku. David Mohre, výkonný ředitel divize Energy and Power společnosti NRECA, uvedl, že SMR jako NuScale jsou ideální pro řídce obydlené oblasti s nízkou spotřebou elektrické energie.
Očekává se, že výstavba elektráren NuScale zabere méně času, materiálů a prostoru než jiné elektrárny a lze je postupně rozšiřovat, aby vyhovovaly rostoucím energetickým potřebám. 
NuScale není ani zdaleka jedinou společností zaměřující se na SMR. Mezi potenciální konkurenty patří například ISMR, BWRX-300, RR SMR, SMR-160, PRISM, AP300 a mnoho dalších.

### Obavy o bezpečnost
V březnu 2020 panel nezávislých odborníků z Poradního výboru NRC pro bezpečnost reaktorů (ACRS) uvedl, že našel konstrukční nedostatky reaktoru. Hlavním problémem bylo, že v případě nouzového odstavení by kondenzovaná pára vracející se do nádoby reaktoru měla nízký obsah boru a nemusela by absorbovat dostatek neutronů pro zastavení štěpení. Společnost NuScale svůj návrh upravila tak, aby zajistila, že se do zkondenzované vody dostane více boru. ACRS se obávalo, že by operátoři mohli náhodně přidat do aktivní zóny vodu s nízkým obsahem boru. Panel zjistil další problémy spojené s parním generátorem, který by mohl být náchylný ke škodlivým vibracím. 29. července však ACRS doporučila, aby byla zpráva o hodnocení bezpečnosti vydána a reaktor byl certifikován.

## Fungování společnosti
NuScale má kanceláře v Portlandu, Corvallis, Charlotte a Rockville, Maryland. Její sídlo je v Portlandu a továrna se nachází v Corvallis. Provozuje testovací zařízení na Oregonské státní univerzitě a v Itálii.
Společnost je veřejně obchodována jako SMR na New Yorkské burze. 